# مقياس ريتشموند للهياج والتهدئة
مقياس ريتشموند للهياج والتهدئة هو مقياس طبي يستخدم لقياس مقدار حالة الهياج أو التهدئة للمريض، طوره عدد العاملين بالقطاع الصحي،
على الرغم من إمكانية استخدام مقياس ريتشموند للهياج والتهدئة على جميع المرضى الموجودين في المستشفى،  فإنه يُستخدم في الغالب على المرضى الخاضعين للتهوية الميكانيكية، وذلك لضبط مستوى التهدئة

## المقياس
| الدرجة | المصطلح            | الوصف                                                                        |
| ------ | ------------------ | ---------------------------------------------------------------------------- |
| +4     | قتالي              | قتالي أو عنيف بشكل علني؛ خطر مباشر على أعضاء الفؤيق الطبي                    |
| +3     | مضطرب جدا          | يسحب أو يزيل الأنبوب أو القسطرة، أو لديه سلوك عدواني تجاه أعضاء الفؤيق الطبي |
| +2     | مهتاج              | كثير الحركة غير الهادفة، أو عدم التزامن بين المريض وجهاز التنفس الصناعي      |
| +1     | الأرق              | قلق أو خائف، ولكن حركاته ليست عدوانية أو قوية                                |
| 0      | يقظ وهادئ          | ينتبه تلقائيًا لمقدم الرعاية                                                  |
| -1     | نعسان              | غير منتبه بشكل كلي، لكنه يبقى مستيقظا (أكثر من 10 ثوانٍ) مع تواصل بصري وتعبير |
| -2     | تهدئة خفيفة        | منتبه لفترة وجيزة (أقل من 10 ثوانٍ) يستيقظ علي الصوت المحيط ويتواصل بصريا     |
| -3     | تهدئة معتدلة       | يستجيب للصوت المحيط بالحركة دون تواصل بصري                                   |
| -4     | تهدئة عميقة        | لا يستجيب للصوت، ولكن يستجيب عند هزه بقوة                                    |
| -5     | غير قابل للإستيقاظ | لا يستجيب للصوت ولا لهز الجسد                                                |